# Snäckhoppspindel
Snäckhoppspindel (Talavera aequipes) är en spindelart som först beskrevs av Pickard-Cambridge O. 1871.  Snäckhoppspindel ingår i släktet Talavera och familjen hoppspindlar. Arten är reproducerande i Sverige. Inga underarter finns listade i Catalogue of Life.